# Сэто, Дайя
Дайя Сэто (яп. 瀬戸 大也 Сэто Дайя, род. 24 мая 1994, Морояма) — японский пловец, 13-кратный чемпион мира на личных дистанциях (в том числе 4 раза в 50-метровых бассейнах), 4-кратный победитель Азиатских игр. Специализируется в комплексном плавании на дистанциях 200 и 400 метров, также добивался успехов в плавании баттерфляем и брассом. Рекордсмен мира на дистанции 400 метров комплексным плаванием в 25-метровых бассейнах (с 20 декабря 2019 года).

## Карьера
Дебютировал в составе сборной страны на чемпионате мира по водным видам спорта 2013 года в Барселоне и выиграл золотую медаль на 400 метрах комплексным плаванием.
На Олимпийских играх 2016 года в Рио-де-Жанейро завоевал единственную в карьере олимпийскую медаль, став третьим на дистанции 400 метров комплексным плаванием.
На чемпионате мира на короткой воде в Ханчжоу в декабре 2018 года, на дистанции 200 метров баттерфляем, японский пловец одержал победу и установил новый мировой рекорд для 25-метровых бассейнов (1:48.24).
На чемпионате планеты в Кванджу в 2019 году на дистанции 200 метров баттерфляем стал вторым, а на дистанции 200 метров комплексным плаванием завоевал титул чемпиона мира показав время 1:56.14. В заключительный день соревнований победил на дистанции 400 метров комплексным плаванием, опередив на 0,27 секунды ближайшего соперника.
В финале международной лиги плавания 2019 (ISL 2019), проходившей в Лас-Вегасе, установил мировой рекорд на дистанции 400 метров комплексным плаванием, обновив предыдущий рекорд Райана Лохте на 0,69 секунды.
На домашних Олимпийских играх в Токио в 2021 году рассматривался как один из фаворитов на дистанциях 200 и 400 метров комплексным плаванием. Однако Игры сложились для Сэто неудачно. На дистанции 400 метров комплексным плаванием он сенсационно не сумел выйти в финал, показав только 9-й результат в предварительных заплывах (0,32 сек отставания от 8-го места). На дистанции 200 метров комплексным плаванием Сэто с трудом вышел в полуфинал, показав 16-й результат в предварительных заплывах (1:58.15). Однако затем прибавил и в полуфинале показал третье время (1:56.86). В финале проплыл ещё быстрее (1:56.22), но уступил всего 0,05 сек в борьбе за бронзу швейцарцу Жереми Депланшу, заняв 4-е место.

## Результаты Сэто на Олимпийских играх
| Дистанция                        | 2016 | 2020 | 2024 |
| -------------------------------- | ---- | ---- | ---- |
| 200 метров баттерфляем           | 5    | 11   | —    |
| 200 метров комплексным плаванием | —    | 4    | 7    |
| 400 метров комплексным плаванием | 3    | 9    | 7    |

## Личные рекорды
50-метровый бассейн
- 200 метров комплексное плавание: 1:55,55
- 400 метров комплексное плавание: 4:06,09

25-метровый бассейн
- 200 метров комплексное плавание: 1:50,66
- 400 метров комплексное плавание: 3:54,81 WR